# Phyllanthus orientalis
Phyllanthus orientalis là một loài thực vật có hoa trong họ Diệp hạ châu. Loài này được (Craib) Airy Shaw miêu tả khoa học đầu tiên năm 1971.